# Leichtathletik-U20-Europameisterschaften 2019
Die 25. Leichtathletik-U20-Europameisterschaften wurden vom 18. bis zum 21. Juli 2019 im schwedischen Borås ausgetragen.
Die Vergabe der Titelkämpfe an Borås erfolgte im April 2017 beim 148. offiziellen Council-Meeting der European Athletic Association (EAA) in Paris.

## Ergebnisse

### Männer

#### 100 m
| Platz | Athlet             | Land | Zeit (s) |
| ----- | ------------------ | ---- | -------- |
| 1     | Lorenzo Paissan    | ITA  | 10,44    |
| 2     | Antoni Plichta     | POL  | 10,52    |
| 3     | Chad Miller        | GBR  | 10,53    |
| 4     | Lucas Ansah-Peprah | GER  | 10,55    |
| 5     | Simon Wulff        | GER  | 10,57    |
| 6     | Nick Kocevar       | GER  | 10,62    |
| 7     | Jeremiah Azu       | GBR  | 13,45    |
| 8     | Arnau Monné        | ESP  | 73,96    |

Finale: 19. Juli
Wind: 0,0 m/s

#### 200 m
| Platz | Athlet          | Land | Zeit (s) |
| ----- | --------------- | ---- | -------- |
| 1     | Onyema Adigida  | NED  | 21,08    |
| 2     | Elias Goer      | GER  | 21,16    |
| 3     | Mattia Donola   | ITA  | 21,18    |
| 4     | Aaron Sexton    | IRL  | 21,18    |
| 5     | Praise Olatoke  | GBR  | 21,21    |
| 6     | Tomáš Němejc    | CZE  | 21,40    |
| 7     | Daniel Vejražka | CZE  | 21,49    |
| 8     | Paul Tritenne   | FRA  | 21,53    |

Finale: 20. Juli
Wind: −1,2 m/s

#### 400 m
| Platz | Athlet            | Land | Zeit (s)       |
| ----- | ----------------- | ---- | -------------- |
| 1     | Edoardo Scotti    | ITA  | 45,85 EU20L SB |
| 2     | Bernat Erta       | ESP  | 46,24 PB       |
| 3     | Ricky Petrucciani | SUI  | 46,34          |
| 4     | Matěj Krsek       | CZE  | 46,37 NU20R    |
| 5     | Ethan Brown       | GBR  | 46,45          |
| 6     | İlyas Çanakçı     | TUR  | 46,48 PB       |
| 7     | Boško Kijanović   | SRB  | 46,50 NU20R    |
| 8     | Lorenzo Benati    | ITA  | 47,23          |

Finale: 20. Juli

#### 800 m
| Platz | Athlet                 | Land | Zeit (min) |
| ----- | ---------------------- | ---- | ---------- |
| 1     | Oliver Dustin          | GBR  | 1:50,56    |
| 2     | Ben Pattison           | GBR  | 1:50,68    |
| 3     | Finley McLear          | GBR  | 1:51,19    |
| 4     | Lőrinc Varga           | HUN  | 1:52,26    |
| 5     | Jan Vukovič            | SLO  | 1:52,36    |
| 6     | Ludo van Nieuwenhuizen | NED  | 1:52,76    |
| 7     | Saweli Sawlukow        | ANA  | 1:52,91    |
| 8     | Djoao Lobles           | NED  | 1:58,30    |

Finale: 21. Juli

#### 1500 m
| Platz | Athlet           | Land | Zeit (min) |
| ----- | ---------------- | ---- | ---------- |
| 1     | Nuno Pereira     | POR  | 3:55,85    |
| 2     | Robin van Riel   | NED  | 3:56,03    |
| 3     | Joshua Lay       | GBR  | 3:56,20    |
| 4     | Maximilian Sluka | GER  | 3:56,54    |
| 5     | Rick van Riel    | NED  | 3:57,15    |
| 6     | Arthur Gervais   | FRA  | 3:57,19    |
| 7     | Antonio López    | ESP  | 3:58,20    |
| 8     | Nicolò Daniele   | ITA  | 3:58,79    |

Finale: 20. Juli

#### 3000 m
| Platz | Athlet             | Land | Zeit (min) |
| ----- | ------------------ | ---- | ---------- |
| 1     | Elias Schreml      | GER  | 8:16,07 PB |
| 2     | Miloš Malešević    | SRB  | 8:16,68 PB |
| 3     | Ömer Amaçtan       | TUR  | 8:17,51 PB |
| 4     | Andrij Krakowezkyj | UKR  | 8:18,48 PB |
| 5     | Max Heyden         | GBR  | 8:18,73    |
| 6     | Adam Maijo         | ESP  | 8:20,88 PB |
| 7     | Aleksander Wiącek  | POL  | 8:20,97    |
| 8     | Tim Verbaandert    | NED  | 8:22,36    |

Finale: 20. Juli

#### 5000 m
| Platz | Athlet                  | Land | Zeit (min)     |
| ----- | ----------------------- | ---- | -------------- |
| 1     | Aarón Las Heras         | ESP  | 14:02,76 PB    |
| 2     | Ayetullah Aslanhan      | TUR  | 14:05,01 PB    |
| 3     | Darragh McElhinney      | IRL  | 14:06,05       |
| 4     | István Palkovits        | HUN  | 14:06,90 PB    |
| 5     | Ömer Amaçtan            | TUR  | 14:09,25 PB    |
| 6     | Dereje Chekola          | ISR  | 14:09,45 NU20R |
| 7     | Duarte Gomes            | POR  | 14:16,60 PB    |
| 8     | Emil Millán De La Oliva | SWE  | 14:24,88       |

Finale: 21. Juli

#### 10.000 m Gehen
| Platz | Athlet                 | Land | Zeit (min)     |
| ----- | ---------------------- | ---- | -------------- |
| 1     | Mikita Kaljada         | BLR  | 41:10,03 EU20L |
| 2     | Riccardo Orsoni        | ITA  | 41:51,71 PB    |
| 3     | Łukasz Niedziałek      | POL  | 42:20,66 SB    |
| 4     | Andrea Cosi            | ITA  | 42:39,91 PB    |
| 5     | Pawel Alchowik         | BLR  | 42:54,25 PB    |
| 6     | Jakob Johannes Schmidt | GER  | 43:00,73 PB    |
| 7     | Eloy Hornero           | ESP  | 43:24,60 PB    |
| 8     | Selman İlhan           | TUR  | 43:38,88 PB    |

21. Juli

#### 110 m Hürden (99 cm)
| Platz | Athlet                  | Land | Zeit (s) |
| ----- | ----------------------- | ---- | -------- |
| 1     | Joshua Zeller           | GBR  | 13,39    |
| 2     | Mark Heiden             | NED  | 13,58 PB |
| 3     | Paul Chabauty           | FRA  | 13,64    |
| 4     | Enrique Llopis          | ESP  | 13,66    |
| 5     | Stefan Volzer           | GER  | 13,75    |
| 6     | Kenny Fletcher          | FRA  | 13,75    |
| 7     | Alexandru Ionuţ Iconaru | ROU  | 13,78    |
| 8     | Jeanice Laviolette      | FRA  | 14,16    |

Finale: 20. Juli
Wind: −1,7 m/s

#### 400 m Hürden
| Platz | Athlet            | Land | Zeit (s) |
| ----- | ----------------- | ---- | -------- |
| 1     | Carl Bengtström   | SWE  | 50,32 SB |
| 2     | Seamus Derbyshire | GBR  | 50,86 PB |
| 3     | Matej Baluch      | SVK  | 51,26 PB |
| 4     | Leonardo Puca     | ITA  | 51,62 PB |
| 5     | Janis-Elias Pohl  | GER  | 51,64    |
| 6     | Tihomir Đorđević  | SRB  | 51,87    |
| 7     | Dániel Huller     | HUN  | 52,13    |
| 8     | Omri Shiff        | ISR  | 52,35    |

Finale: 21. Juli

#### 3000 m Hindernis
| Platz | Athlet           | Land | Zeit (min) |
| ----- | ---------------- | ---- | ---------- |
| 1     | Murat Yalçınkaya | TUR  | 8:58,20    |
| 2     | Omar Nuur        | SWE  | 8:58,79 PB |
| 3     | Etson Barros     | POR  | 9:01,85    |
| 4     | Levente Szemerei | HUN  | 9:03,08 PB |
| 5     | Eemil Helander   | FIN  | 9:04,01 PB |
| 6     | Vicente Viciosa  | ESP  | 9:06,70    |
| 7     | Enrico Vecchi    | ITA  | 9:11,31    |
| 8     | Belmin Mrkanović | BIH  | 9:12,45    |

Finale: 21. Juli

#### 4 × 100 m Staffel
| Platz | Land                   | Athleten                                                               | Zeit (s) |
| ----- | ---------------------- | ---------------------------------------------------------------------- | -------- |
| 1     | Deutschland            | Fabian Olbert Simon Wulff Elias Goer Lucas Ansah-Peprah                | 39,79    |
| 2     | Italien                | Mattia Donola Lorenzo Paissan Lorenzo Ianes Lorenzo Patta              | 39,89    |
| 3     | Niederlande            | Keitharo Oosterwolde Mark Heiden Gino van Wijk Brett Duff              | 40,28    |
| 4     | Polen                  | Szymon Szachniewicz Sebastian Charzyński Patryk Wykrota Antoni Plichta | 40,34    |
| 5     | Spanien                | Bernat Canet Ander Uranga Juan González Óscar Izquierdo                | 40,53    |
| 6     | Schweden               | Viktor Thor Omar Chaaban Milo Wahlgren Vidar Stenqvist                 | 41,57    |
| 7     | Estland                | Lukas Lessel Robin Sapar Ken-Mark Minkovski Henri Sai                  | 49,44    |
|       | Vereinigtes Königreich | Tobi Ogunkanmi Fraser Angus Praise Olatoke Sagesse Nguie               | DQ       |

Finale: 21. Juli

#### 4 × 400 m Staffel
| Platz | Land       | Athleten                                                                        | Zeit (min)          |
| ----- | ---------- | ------------------------------------------------------------------------------- | ------------------- |
| 1     | Türkei     | Oğuzhan Kaya Kubilay Ençü Berke Akçam İlyas Çanakçı                             | 3:08,34 EU20L NU23R |
| 2     | Tschechien | Ladislav Töpfer Filip Ličman Daniel Lehar Matěj Krsek                           | 3:08,50 NU20R       |
| 3     | Spanien    | Eliezer Zolawo Javier Sánchez Vicente Antúnez Bernat Erta Gerson Pozo (Vorlauf) | 3:08,66             |
| 4     | Italien    | Francesco Domenico Rossi Luca Pierani Lorenzo Benati Edoardo Scotti             | 3:08,76             |
| 5     | Frankreich | Jack Olivier Eddy Leech Hugo Baudu David Sombe                                  | 3:08,81             |
| 6     | Ukraine    | Oleksandr Pohorilko Taras Schynkar Jaroslaw Holub Mykyta Barabanow              | 3:10,75 SB          |
| 7     | Irland     | Ciaran Carthy Adam Hughes Jack Raftery David Ryan                               | 3:11,51 SB          |

Finale: 21. Juli

#### Hochsprung
| Platz | Athlet             | Land | Höhe (m) |
| ----- | ------------------ | ---- | -------- |
| 1     | Thomas Carmoy      | BEL  | 2,22     |
| 2     | Oleh Doroschtschuk | UKR  | 2,14     |
| 3     | Arttu Mattila      | FIN  | 2,12 SB  |
| 4     | Alexei Fadejew     | ANA  | 2,12 =SB |
| 5     | Manuel Lando       | ITA  | 2,05     |
| 5     | Taylor Minos       | FRA  | 2,05     |
| 7     | Slavko Stević      | SRB  | 2,05     |
| 8     | Jewgeni Jermakow   | ANA  | 2,05     |

Finale: 21. Juli

#### Stabhochsprung
| Platz | Athlet                | Land | Höhe (m) |
| ----- | --------------------- | ---- | -------- |
| 1     | Pål Haugen Lillefosse | NOR  | 5,41 SB  |
| 2     | Illja Krawtschenko    | UKR  | 5,31 PB  |
| 3     | Robin Emig            | FRA  | 5,31 PB  |
| 4     | Dmitri Katschanow     | ANA  | 5,31     |
| 5     | Antonios Santas       | GRE  | 5,21 PB  |
| 6     | Matthias Orban        | FRA  | 5,11     |
| 7     | Eerik Haamer          | EST  | 5,11     |
| 8     | Álex Gracia           | ESP  | 5,01     |

Finale: 20. Juli

#### Weitsprung
| Platz | Athlet               | Land | Weite (m)  |
| ----- | -------------------- | ---- | ---------- |
| 1     | Jules Pommery        | FRA  | 7,83 PB    |
| 2     | Jarod Biya           | SUI  | 7,78 NU20R |
| 3     | Andreas Samuel Bucşă | ROU  | 7,53       |
| 4     | Dominik Pázmándi     | HUN  | 7,48       |
| 5     | Tom Campagne         | FRA  | 7,43       |
| 6     | Marko Čeko           | CRO  | 7,22       |
| 7     | Henrik Flåtnes       | NOR  | 7,19       |
| 8     | Andrij Awramenko     | UKR  | 7,18       |

Finale: 19. Juli

#### Dreisprung
| Platz | Athlet            | Land | Weite (m)      |
| ----- | ----------------- | ---- | -------------- |
| 1     | Artem Konowalenko | UKR  | 16,50 EU20L PB |
| 2     | Mark Maschejka    | BLR  | 16,22 PB       |
| 3     | Andreas Pantazis  | GRE  | 16,08 PB       |
| 4     | Thomas Gogois     | FRA  | 15,84 PB       |
| 5     | Alexandre Malanda | FRA  | 15,54          |
| 6     | Carl af Forselles | SWE  | 15,46          |
| 7     | Oleg Braiko       | ANA  | 15,43          |
| 8     | Jahor Tschujko    | BLR  | 15,41          |

Finale: 21. Juli

#### Kugelstoßen
| Platz | Athlet                    | Land | Weite (m) |
| ----- | ------------------------- | ---- | --------- |
| 1     | Aleh Tamaschewitsch       | BLR  | 21,32 PB  |
| 2     | Wojciech Marok            | POL  | 20,07 PB  |
| 3     | Alperen Karahan           | TUR  | 19,76     |
| 4     | Aljaksej Aleksandrowitsch | BLR  | 19,73 PB  |
| 5     | David Tupý                | CZE  | 19,36     |
| 6     | Timo Northoff             | GER  | 19,16     |
| 7     | Kevin Sakson              | EST  | 18,90 PB  |
| 8     | Lewis Byng                | GBR  | 18,70     |

Finale: 19. Juli

#### Diskuswurf
| Platz | Athlet               | Land | Weite (m) |
| ----- | -------------------- | ---- | --------- |
| 1     | Yasiel Sotero        | ESP  | 62,93     |
| 2     | Michal Forejt        | CZE  | 62,17 PB  |
| 3     | Jakub Forejt         | CZE  | 61,64     |
| 4     | Korbinian Häßler     | GER  | 60,13     |
| 5     | James Tomlinson      | GBR  | 60,01     |
| 6     | Shaquille Emanuelson | NED  | 57,70     |
| 7     | Jakub Lewoszewski    | POL  | 57,63     |
| 8     | Oleksij Kyrylin      | UKR  | 57,20     |

Finale: 21. Juli

#### Hammerwurf
| Platz | Athlet                 | Land | Weite (m)         |
| ----- | ---------------------- | ---- | ----------------- |
| 1     | Mychajlo Kochan        | UKR  | 84,73 EU20R WU20L |
| 2     | Christos Frantzeskakis | GRE  | 84,22 NU20R       |
| 3     | Giorgio Olivieri       | ITA  | 78,75             |
| 4     | Donát Varga            | HUN  | 78,43 PB          |
| 5     | Walentin Andreew       | BUL  | 77,15 NU20R       |
| 6     | Danylo Fedorow         | UKR  | 74,40             |
| 7     | Dsjanis Schabassau     | BLR  | 73,42             |
| 8     | David Martín           | ESP  | 72,50 PB          |

Finale: 19. Juli

#### Speerwurf
| Platz | Athlet            | Land | Weite (m)   |
| ----- | ----------------- | ---- | ----------- |
| 1     | Simon Wieland     | SUI  | 79,44 NU23R |
| 2     | Krišjānis Suntažs | LAT  | 79,23 PB    |
| 3     | Dimitris Tsitsos  | GRE  | 77,79 PB    |
| 4     | Cedric Sorgeloos  | BEL  | 74,32       |
| 5     | Martin Florian    | CZE  | 73,16       |
| 6     | Topias Laine      | FIN  | 72,20       |
| 7     | Maurice Voigt     | GER  | 72,14       |
| 8     | Teemu Narvi       | FIN  | 71,30       |

Finale: 21. Juli

#### Zehnkampf
| Platz | Athlet           | Land | Punkte     |
| ----- | ---------------- | ---- | ---------- |
| 1     | Simon Ehammer    | SUI  | 7851 NU20R |
| 2     | Léon Mak         | NED  | 7700 PB    |
| 3     | Markus Rooth     | NOR  | 7692 PB    |
| 4     | Leo Neugebauer   | GER  | 7669       |
| 5     | Dario Dester     | ITA  | 7589 NU20R |
| 5     | Maximilian Kluth | GER  | 7589 PB    |
| 7     | Sven Roosen      | NED  | 7528 PB    |
| 8     | Malik Diakité    | GER  | 7513       |

19./20. Juli

### Frauen

#### 100 m
| Platz | Athletin              | Land | Zeit (s)    |
| ----- | --------------------- | ---- | ----------- |
| 1     | Vittoria Fontana      | ITA  | 11,40 NU20R |
| 2     | N’ketia Seedo         | NED  | 11,40       |
| 3     | Jaël Bestué           | ESP  | 11,59       |
| 4     | Immanuela Aliu        | GBR  | 11,60       |
| 5     | Magdalena Stefanowicz | POL  | 11,62       |
| 6     | Chiara Schimpf        | GER  | 11,63 PB    |
| 7     | Mizgin Ay             | TUR  | 11,66       |
| 8     | Boglárka Takács       | HUN  | 11,73       |

Finale: 19. Juli
Wind: +0,8 m/s

#### 200 m
| Platz | Athletin                   | Land | Zeit (s) |
| ----- | -------------------------- | ---- | -------- |
| 1     | Amy Hunt                   | GBR  | 22,94    |
| 2     | Gémima Joseph              | FRA  | 23,60    |
| 3     | Lucie Ferauge              | BEL  | 23,63    |
| 4     | Guðbjörg Jóna Bjarnadóttir | ISL  | 23,64    |
| 5     | Georgina Adam              | GBR  | 23,75    |
| 6     | Dalia Kaddari              | ITA  | 23,78    |
| 7     | Jennifer Akiniymika        | ANA  | 24,22    |
|       | Akvilė Andriukaitytė       | LTU  | DNF      |

Finale: 20. Juli
Wind: −1,7 m/s

#### 400 m
| Platz | Athletin          | Land | Zeit (s)    |
| ----- | ----------------- | ---- | ----------- |
| 1     | Polina Miller     | ANA  | 51,72 EU23L |
| 2     | Amber Anning      | GBR  | 52,18 PB    |
| 3     | Barbora Malíková  | CZE  | 52,37 NU20R |
| 4     | Davicia Patterson | IRL  | 52,72       |
| 5     | Andrea Jiménez    | ESP  | 53,22 NU20R |
| 6     | Sokhna Diop       | FRA  | 53,63       |
| 7     | Louise Evans      | GBR  | 54,06       |
| 8     | Elisabetta Vandi  | ITA  | 55,12       |

Finale: 20. Juli

#### 800 m
| Platz | Athletin         | Land | Zeit (min)       |
| ----- | ---------------- | ---- | ---------------- |
| 1     | Isabelle Boffey  | GBR  | 2:02,92 EU20L PB |
| 2     | Delia Sclabas    | SUI  | 2:03,36          |
| 3     | Keely Hodgkinson | GBR  | 2:03,40 PB       |
| 4     | Eloisa Coiro     | ITA  | 2:04,12 PB       |
| 5     | Naïs Racasan     | FRA  | 2:04,20 PB       |
| 6     | Daniela García   | ESP  | 2:05,43 PB       |
| 7     | Sarah Calvert    | GBR  | 2:05,68 PB       |
| 8     | Sophia Favalli   | ITA  | 2:05,85          |

Finale: 20. Juli

#### 1500 m
| Platz | Athletin            | Land | Zeit (min) |
| ----- | ------------------- | ---- | ---------- |
| 1     | Delia Sclabas       | SUI  | 4:25,95    |
| 2     | Sarah Healy         | IRL  | 4:27,14    |
| 3     | Tuğba Toptaş        | TUR  | 4:28,13    |
| 4     | Mariana Machado     | POR  | 4:28,57    |
| 5     | Klaudia Kazimierska | POL  | 4:29,83    |
| 6     | Oliwia Sarnecka     | POL  | 4:30,02    |
| 7     | Erin Wallace        | GBR  | 4:30,08    |
| 8     | Bérénice Fulchiron  | FRA  | 4:30,41    |

Finale: 21. Juli

#### 3000 m
| Platz | Athletin           | Land | Zeit (min) |
| ----- | ------------------ | ---- | ---------- |
| 1     | Zofia Dudek        | POL  | 9:30,06    |
| 2     | Mariana Machado    | POR  | 9:30,66    |
| 3     | Elisa Ducoli       | ITA  | 9:32,42    |
| 4     | Nathalie Blomqvist | FIN  | 9:32,44    |
| 5     | Saskia Millard     | GBR  | 9:33,77    |
| 6     | Elia Saura         | ESP  | 9:33,86    |
| 7     | Manon Trapp        | FRA  | 9:34,49    |
| 8     | Lilija Mendajewa   | ANA  | 9:38,36    |

Finale: 21. Juli

#### 5000 m
| Platz | Athletin                | Land | Zeit (min)           |
| ----- | ----------------------- | ---- | -------------------- |
| 1     | Klara Lukan             | SLO  | 16:03,62 EU20L NU23R |
| 2     | Nadia Battocletti       | ITA  | 16:09,39 PB          |
| 3     | Laura Valgreen Petersen | DEN  | 16:10,44 PB          |
| 4     | Izzy Fry                | GBR  | 16:24,50             |
| 5     | Paulina Kayßer          | GER  | 16:25,72 PB          |
| 6     | Linn Kleine             | GER  | 16:27,86 PB          |
| 7     | Angela Mattevi          | ITA  | 16:29,81             |
| 8     | Grace Brock             | GBR  | 16:43,00             |

Finale: 21. Juli

#### 10.000 m Gehen
| Platz | Athletin           | Land | Zeit (min)     |
| ----- | ------------------ | ---- | -------------- |
| 1     | Meryem Bekmez      | TUR  | 44:44,50 SB    |
| 2     | Evin Demir         | TUR  | 46:38,68 PB    |
| 3     | Mariona García     | ESP  | 46:50,50 PB    |
| 4     | Pauline Stey       | FRA  | 47:09,85 NU20R |
| 5     | Kiriaki Filtisikou | GRE  | 47:13,92 PB    |
| 6     | Mireia Urrutia     | ESP  | 47:48,93 PB    |
| 7     | Kader Dost         | TUR  | 48:06,09 PB    |
| 8     | Olga Fiaska        | GRE  | 48:08,07       |

Finale: 21. Juli

#### 100 m Hürden
| Platz | Athletin            | Land | Zeit (s)       |
| ----- | ------------------- | ---- | -------------- |
| 1     | Tilde Johansson     | SWE  | 13,16 EU20L PB |
| 2     | Pia Skrzyszowska    | POL  | 13,35 PB       |
| 3     | Lucy-Jane Matthews  | GBR  | 13,38 NU18B    |
| 4     | Markéta Štolová     | CZE  | 13,56 PB       |
| 5     | Angel Agwazie       | BEL  | 13,59          |
| 6     | Martine Hjørnevik   | NOR  | 13,60 PB       |
| 7     | Gesa Tiede          | GER  | 13,66          |
| 8     | Tereza Elena Šínová | CZE  | 13,67          |

Finale: 20. Juli
Wind: +0,1 m/s

#### 400 m Hürden
| Platz | Athletin           | Land | Zeit (s)    |
| ----- | ------------------ | ---- | ----------- |
| 1     | Femke Bol          | NED  | 56,25       |
| 2     | Sára Mátó          | HUN  | 56,89 NU23R |
| 3     | Sara Gallego       | ESP  | 57,44 SB    |
| 4     | Shana Grebo        | FRA  | 57,57 PB    |
| 5     | Janka Molnár       | HUN  | 57,64 PB    |
| 6     | Marcey Winter      | GBR  | 58,18 PB    |
| 7     | Marija Burjak      | UKR  | 58,49 PB    |
| 8     | Tetjana Besschyjko | UKR  | 60,51       |

Finale: 21. Juli

#### 3000 m Hindernis
| Platz | Athletin         | Land | Zeit (min)     |
| ----- | ---------------- | ---- | -------------- |
| 1     | Paula Schneiders | GER  | 10:08,66 PB    |
| 2     | Claire Palou     | FRA  | 10:12,31 NU20R |
| 3     | Josina Papenfuß  | GER  | 10:12,42       |
| 4     | Emilia Lillemo   | SWE  | 10:22,90 PB    |
| 5     | Sibylle Häring   | SUI  | 10:24,54 NU20R |
| 6     | Ludovica Cavalli | ITA  | 10:25,00 SB    |
| 7     | Emilie Renaud    | FRA  | 10:25,94       |
| 8     | Bárbara Neiva    | POR  | 10:26,45 NU20R |

20. Juli

#### 4 × 100 m Staffel
| Platz | Land                   | Athletinnen                                                              | Zeit (s)    |
| ----- | ---------------------- | ------------------------------------------------------------------------ | ----------- |
| 1     | Vereinigtes Königreich | Cassie-Ann Pemberton Amy Hunt Georgina Adam Immanuela Aliu               | 44,11       |
| 2     | Niederlande            | Minke Bisschops Zoë Sedney Demi Van den Wildenberg N’ketia Seedo         | 44,21       |
| 3     | Deutschland            | Kathleen Reinhardt Denise Uphoff Chiara Schimpf Talea Prepens            | 44,34       |
| 4     | Italien                | Eleonora Ricci Vittoria Fontana Chiara Gherardi Chiara Gala              | 44,42 NU20R |
| 5     | Frankreich             | Marie-Ange Rimlinger Judy Chalcou Déborah Giffard Gémima Joseph          | 44,67 SB    |
| 6     | Polen                  | Paulina Guzowska Alicja Potasznik Pia Skrzyszowska Magdalena Stefanowicz | 44,72 SB    |
| 7     | Schweiz                | Nathacha Kouni Lynn Mantingh Nadja Zurlinden Cynthia Reinle              | 45,47       |
|       | Spanien                | Elena Daniel María Vicente Jaël Bestué Aitana Rodrigo                    | DQ          |

Finale: 21. Juli

#### 4 × 400 m Staffel
| Platz | Land                   | Athletinnen                                                                 | Zeit (min)    |
| ----- | ---------------------- | --------------------------------------------------------------------------- | ------------- |
| 1     | Vereinigtes Königreich | Natasha Harrison Isabelle Boffey Louise Evans Amber Anning                  | 3:33,03 WU20L |
| 2     | Belarus                | Kazjaryna Schywajewa Asteryja Limaj Waljanzina Tschymbar Alina Lutschschawa | 3:37,06 NU20R |
| 3     | Polen                  | Aleksandra Formella Sara Neumann Aleksandra Wsołek Susane Lachele           | 3:37,13       |
| 4     | Ungarn                 | Hanna Répássy Míra Kőszegi Sára Mátó Janka Molnár                           | 3:37,31 SB    |
| 5     | Irland                 | Simone Lalor Miriam Daly Davicia Patterson Rachel McCann                    | 3:37,42 NU20R |
| 6     | Deutschland            | Brenda Cataria-Byll Laura Kaufmann Emilia Grahle Marie Scheppan             | 3:37,69 SB    |
| 7     | Schweiz                | Giulia Senn Veronica Vancardo Florence Nri Lena Wernli                      | 3:38,14 NU20R |
| 8     | Ukraine                | Natalija Dyschljuk Marjana Schostak Marija Burjak Tetjana Kajssen           | 3:41,13       |

Finale: 21. Juli

#### Hochsprung
| Platz | Athletin              | Land | Höhe (m)       |
| ----- | --------------------- | ---- | -------------- |
| 1     | Jaroslawa Mahutschich | UKR  | 1,92           |
| 2     | Adelina Chalikowa     | ANA  | 1,90 =WU18L PB |
| 3     | Natalja Spiridonowa   | ANA  | 1,87           |
| 4     | Lavinja Jürgens       | GER  | 1,84 =PB       |
| 5     | Sommer Lecky          | IRL  | 1,84 =SB       |
| 5     | Bára Sajdoková        | CZE  | 1,84           |
| 7     | Panagiota Dosi        | GRE  | 1,84 PB        |
| 8     | Lia Apostolovski      | SLO  | 1,80           |
| 8     | Jessica Kähärä        | FIN  | 1,80           |
| 8     | Idea Pieroni          | ITA  | 1,80           |

Finale: 20. Juli

#### Stabhochsprung
| Platz | Athletin                  | Land | Höhe (m)      |
| ----- | ------------------------- | ---- | ------------- |
| 1     | Axana Gataullina          | ANA  | 4,36 EU20L SB |
| 2     | Marie-Julie Bonnin        | FRA  | 4,16 PB       |
| 3     | Elien Vekemans            | BEL  | 4,16          |
| 4     | Kryszina Kanzawenka       | BLR  | 4,16          |
| 5     | Lauré Scheutzow           | GER  | 4,06          |
| 6     | Maria-Roberta Gherca      | ITA  | 3,91          |
| 6     | Gabriella Jönsson         | SWE  | 3,91          |
| 6     | Dovile-Michelle Scheutzow | GER  | 3,91          |

Finale: 21. Juli

#### Weitsprung
| Platz | Athletin          | Land | Weite (m) |
| ----- | ----------------- | ---- | --------- |
| 1     | Larissa Iapichino | ITA  | 6,58      |
| 2     | Tilde Johansson   | SWE  | 6,52      |
| 3     | Holly Mills       | GBR  | 6,50      |
| 4     | Linda Suchá       | CZE  | 6,26      |
| 5     | Ingeborg Grünwald | AUT  | 6,21      |
| 6     | Ayele Gerken      | GER  | 6,20      |
| 7     | Josie Oliarnyk    | GBR  | 6,14      |
| 8     | Lea-Sophie Klik   | GER  | 6,14      |

Finale: 21. Juli

#### Dreisprung
| Platz | Athletin            | Land | Weite (m)   |
| ----- | ------------------- | ---- | ----------- |
| 1     | Spyridoula Karydi   | GRE  | 14,00 NU20R |
| 2     | Alexandra Natschewa | BUL  | 13,81       |
| 3     | Rūta Kate Lasmane   | LAT  | 13,48       |
| 4     | Kira Wittmann       | GER  | 13,17       |
| 5     | Eva Pepelnak        | SLO  | 13,16       |
| 6     | Marija Priwalowa    | ANA  | 13,11       |
| 7     | Jessica Kähärä      | FIN  | 12,90       |
| 8     | Diana Ion           | ROU  | 12,60       |

Finale: 20. Juli

#### Kugelstoßen
| Platz | Athletin                 | Land | Weite (m)      |
| ----- | ------------------------ | ---- | -------------- |
| 1     | Jorinde van Klinken      | NED  | 17,39          |
| 2     | Pınar Akyol              | TUR  | 16,19 WU18L PB |
| 3     | Erna Sóley Gunnarsdóttir | ISL  | 15,65          |
| 4     | Ashley Bologna           | FRA  | 15,54          |
| 5     | Jelisaweta Dorz          | BLR  | 15,38          |
| 6     | Ewa Różańska             | POL  | 15,32 PB       |
| 7     | Tetjana Krawtschenko     | UKR  | 15,23          |
| 8     | Hanna Chopjak            | UKR  | 14,80          |

Finale: 21. Juli

#### Diskuswurf
| Platz | Athletin                   | Land | Weite (m)   |
| ----- | -------------------------- | ---- | ----------- |
| 1     | Alida van Daalen           | NED  | 55,92 NU18B |
| 2     | Özlem Becerek              | TUR  | 54,17       |
| 3     | Amanda Ngandu-Ntumba       | FRA  | 53,22       |
| 4     | Caisa-Marie Lindfors       | SWE  | 53,08       |
| 5     | Janneke Pluimes            | NED  | 52,38 PB    |
| 6     | Darja Harkuscha            | UKR  | 50,98       |
| 7     | Annesofie Hartmann Nielsen | DEN  | 50,53       |
| 8     | Ella Andersson             | SWE  | 48,58       |

Finale: 19. Juli

#### Hammerwurf
| Platz | Athletin           | Land | Weite (m) |
| ----- | ------------------ | ---- | --------- |
| 1     | Walerija Iwanenko  | UKR  | 65,83     |
| 2     | Samantha Borutta   | GER  | 63,53     |
| 3     | Zsanett Németh     | HUN  | 61,99     |
| 4     | Charlotte Williams | GBR  | 61,24     |
| 5     | Stavroula Kosmidou | GRE  | 60,87     |
| 6     | Lise Lotte Jepsen  | DEN  | 59,90     |
| 7     | Charlotte Payne    | GBR  | 59,61     |
| 8     | Ana Adela Stanciu  | ROU  | 59,02     |

Finale: 20. Juli

#### Speerwurf
| Platz | Athletin               | Land | Weite (m) |
| ----- | ---------------------- | ---- | --------- |
| 1     | Carolina Visca         | ITA  | 56,48     |
| 2     | Julia Ulbricht         | GER  | 54,98     |
| 3     | Gedly Tugi             | EST  | 54,52 PB  |
| 4     | Elina Tzengko          | GRE  | 53,99     |
| 5     | Federica Botter        | ITA  | 53,03     |
| 6     | Leonie Tröger          | GER  | 52,02     |
| 7     | Ivana Koktavá          | CZE  | 51,68     |
| 8     | Elisabeth Hafenrichter | GER  | 51,22     |

Finale: 21. Juli

#### Siebenkampf
| Platz | Athletin         | Land | Punkte        |
| ----- | ---------------- | ---- | ------------- |
| 1     | María Vicente    | ESP  | 6115 NR       |
| 2     | Kate O’Connor    | IRL  | 6093 WU20L NR |
| 3     | Annik Kälin      | SUI  | 6069 PB       |
| 4     | Holly Mills      | GBR  | 5802 PB       |
| 5     | Xenija Trubinowa | ANA  | 5573          |
| 6     | Mathilde Rey     | SUI  | 5504 SB       |
| 7     | Amaya Scott      | GBR  | 5486 PB       |
| 8     | Johanna Siebler  | GER  | 5422          |

18./19 Juli
Vicentes Endergebnis wurde nicht als U20-Weltjahresbestleistung anerkannt, da bei ihrem weitesten Sprung die Windmessung ausgefallen war. Der spanische Leichtathletikverband führt die Punktzahl allerdings als spanischen Nationalrekord.

### Abkürzungen
- CR = Meisterschaftsrekord (engl. Championship Record)
- NR = nationaler Rekord (engl. National Record)
- PB = persönliche Bestleistung (engl. Personal Best)
- SB = persönliche Saisonbestleistung (engl. Season Best)
- WU20L = U20-Weltjahresbestleistung (engl. World U20 Lead)
- WU18L = U18-Weltjahresbestleistung (engl. World U18 Lead)
- EU23L = europäische U23-Jahresbestleistung (engl. European U23 Lead)
- EU20L = europäische U20-Jahresbestleistung (engl. European U20 Lead)
- NU23R = nationaler U23-Rekord (engl. National U23 Record)
- NU20R = nationaler U20-Rekord (engl. National U20 Record )
- NU18B = nationale U18-Bestleistung (engl. National U18 Best)
- DQ = disqualifiziert (engl. Disqualified)
- DNF = Wettkampf nicht beendet (engl. Did Not Finish)

## Medaillenspiegel
| Platz  | Land                   | Gold | Silber | Bronze | Gesamt |
| ------ | ---------------------- | ---- | ------ | ------ | ------ |
| 01     | Vereinigtes Königreich | 6    | 3      | 6      | 15     |
| 02     | Italien                | 5    | 3      | 3      | 11     |
| 03     | Niederlande            | 4    | 5      | 1      | 10     |
| 04     | Ukraine                | 4    | 2      | —      | 6      |
| 05     | Türkei                 | 3    | 4      | 4      | 11     |
| 06     | Deutschland            | 3    | 3      | 2      | 8      |
| 07     | Schweiz                | 3    | 2      | 2      | 7      |
| 08     | Spanien                | 3    | 1      | 4      | 8      |
| 09     | Schweden               | 2    | 2      | —      | 4      |
| 09     | Belarus                | 2    | 2      | —      | 4      |
| 11     | Frankreich             | 1    | 3      | 3      | 7      |
| 12     | Polen                  | 1    | 3      | 2      | 6      |
| 13     | Griechenland           | 1    | 1      | 2      | 4      |
| 14     | Portugal               | 1    | 1      | 1      | 3      |
| 15     | Belgien                | 1    | —      | 2      | 3      |
| 16     | Norwegen               | 1    | —      | 1      | 2      |
| 17     | Slowenien              | 1    | —      | —      | 1      |
| 18     | Tschechien             | —    | 2      | 2      | 4      |
| 19     | Irland                 | —    | 2      | 1      | 3      |
| 20     | Lettland               | —    | 1      | 1      | 2      |
| 20     | Ungarn                 | —    | 1      | 1      | 2      |
| 22     | Serbien                | —    | 1      | —      | 1      |
| 22     | Bulgarien              | —    | 1      | —      | 1      |
| 24     | Rumänien               | —    | —      | 1      | 1      |
| 24     | Slowakei               | —    | —      | 1      | 1      |
| 24     | Finnland               | —    | —      | 1      | 1      |
| 24     | Estland                | —    | —      | 1      | 1      |
| 24     | Island                 | —    | —      | 1      | 1      |
| 24     | Dänemark               | —    | —      | 1      | 1      |
| Gesamt | Gesamt                 | 42   | 43     | 43     | 128    |